# Abou Djali
Abou Djali (ou Aboudjali) est un village du Cameroun à la frontière avec le Tchad. Il est situé dans la commune de Blangoua du département de Logone-et-Chari qui borde le lac Tchad dans la région région de l'Extrême-Nord.